# Itame benigna
Itame benigna là một loài bướm đêm trong họ Geometridae.